# Česká hokejová extraliga 2008/2009
Hlavním sponzorem 16. ročníku české hokejové extraligy v sezóně 2008/2009 byla opět společnost Telefónica O2 Czech Republic, a tak soutěž nesla jméno O2 Extraliga. Soutěž začala 9. září 2008. Mistrem se stal tým HC Energie Karlovy Vary po vítězství 4:2 na zápasy nad obhájcem titulu – HC Slavia Praha.

## Fakta
- 16. ročník samostatné české nejvyšší hokejové soutěže
- 7.12.2008 v utkání 30 kola O2 extraligy mezi HC Energie Karlovy Vary – HC Lasselsberger Plzeň 2:1 po sam. nájezdech (0:0, 0:1, 1:0 – 0:0) odehrál Josef Řezníček 1000. utkání v extralize.
- Nejlepší střelec základní části – David Hruška (HC Slavia Praha) 31 branek
- Nejlepší nahrávač – Jaroslav Bednář (HC Slavia Praha) 41 nahrávek
- Vítěz kanadského bodování – Jaroslav Bednář HC Slavia Praha – Základní část – 46 utkání, 68 bodů / 27 branek + 41 nahrávek
- V prolínací extraligové kvalifikaci uspěla BK Mladá Boleslav (poslední z extraligy) proti HC Slovan Ústečtí Lvi (vítěz 1. ligy) – 4:0 na zápasy a udržela se tak v extralize
- Tým HC Znojemští Orli po sezóně prodal svou licenci týmu HC Kometa Brno.

## Kluby podle krajů
- Praha:
  - HC Slavia Praha
  - HC Sparta Praha
- Středočeský kraj:
  - HC GEUS OKNA Kladno
  - BK Mladá Boleslav
- Plzeňský kraj:
  - HC Lasselsberger Plzeň
- Karlovarský kraj:
  - HC Energie Karlovy Vary
- Pardubický kraj:
  - HC Moeller Pardubice
- Liberecký kraj:
  - Bílí Tygři Liberec
- Ústecký kraj:
  - HC Litvínov
- Moravskoslezský kraj:
  - HC Oceláři Třinec
  - HC Vítkovice Steel
- Zlínský kraj:
  - RI Okna Zlín
- Jihočeský kraj:
  - HC Mountfield České Budějovice
- Jihomoravský kraj:
  - HC Znojemští Orli

### Systém soutěže
Základní část se hrála od září do února, kdy se všechny týmy utkaly každý s každým celkem čtyřikrát. Poté následovalo play-off. Nejprve se hrálo předkolo play-off, ve kterém se utkaly sedmý s desátým a osmý s devátým umístěným klubem v tabulce po základní části. Předkolo play off se hrálo na 3 vítězné zápasy. Poté následovalo klasické play-off, kdy hrál první s osmým, druhý se sedmým, třetí s šestým a čtvrtý s pátým. Od čtvrtfinále se hrálo na 4 vítězné zápasy. Čtyři vítězné týmy ze čtvrtfinále postoupily do semifinále. Vítězní semifinalisté do finále. Vítěz finále se stává Mistrem extraligy, konečné druhé až desáté místo je určeno úspěšností týmů v play-off.
Jedenáctý až čtrnáctý tým tabulky po základní části hráli play-out skupinu o udržení, ve které se každý s každým utkal čtyřikrát, přičemž se započítávaly všechny body ze základní části. Tým, který skončil ve skupině o udržení poslední, hrál baráž o udržení v extralize s vítězem 1. ligy. Tato baráž se hrála na čtyři vítězná utkání.

## Konečná tabulka základní části
| Poř. | Tým                            | Z  | V  | VP | PP | P  | VG  | OG  | B  |
| ---- | ------------------------------ | -- | -- | -- | -- | -- | --- | --- | -- |
| 1.   | HC Slavia Praha                | 52 | 23 | 9  | 6  | 14 | 176 | 150 | 93 |
| 2.   | HC Moeller Pardubice           | 52 | 24 | 5  | 8  | 15 | 162 | 149 | 90 |
| 3.   | HC Litvínov                    | 52 | 23 | 7  | 3  | 19 | 159 | 146 | 86 |
| 4.   | HC Sparta Praha                | 52 | 22 | 7  | 6  | 17 | 147 | 137 | 86 |
| 5.   | RI Okna Zlín                   | 52 | 21 | 9  | 3  | 19 | 145 | 151 | 84 |
| 6.   | HC Energie Karlovy Vary (C)    | 52 | 20 | 7  | 9  | 16 | 150 | 142 | 83 |
| 7.   | HC Lasselsberger Plzeň         | 52 | 24 | 2  | 6  | 20 | 160 | 157 | 82 |
| 8.   | HC Vítkovice Steel             | 52 | 20 | 7  | 5  | 20 | 145 | 132 | 79 |
| 9.   | Bílí Tygři Liberec             | 52 | 21 | 2  | 7  | 22 | 159 | 161 | 74 |
| 10.  | HC Oceláři Třinec              | 52 | 16 | 8  | 7  | 21 | 167 | 175 | 71 |
| 11.  | HC Mountfield České Budějovice | 52 | 19 | 4  | 6  | 23 | 137 | 146 | 71 |
| 12.  | HC Znojemští Orli              | 52 | 17 | 5  | 7  | 23 | 126 | 144 | 68 |
| 13.  | HC GEUS OKNA Kladno            | 52 | 14 | 8  | 8  | 22 | 132 | 160 | 66 |
| 14.  | BK Mladá Boleslav (N)          | 52 | 15 | 5  | 4  | 28 | 131 | 146 | 59 |

Poznámky:
- (C) = držitel mistrovského titulu, (N) = nováček (minulou sezónu hrál nižší soutěž a postoupil)

## Předkolo

### HC Lasselsberger Plzeň(7.) –HC Oceláři Třinec(10.)
1. utkání
| 22. únor 2009 | HC Lasselsberger Plzeň | 4 – 2           | HC Oceláři Třinec | ČEZ Aréna |
| 17:30 SEČ     | HC Lasselsberger Plzeň | (0:0, 1:1, 3:1) | HC Oceláři Třinec |           |

| Souhrn zápasu Report | Souhrn zápasu Report                                                      | Souhrn zápasu Report | Souhrn zápasu Report             | Souhrn zápasu Report                              |
| -------------------- | ------------------------------------------------------------------------- | -------------------- | -------------------------------- | ------------------------------------------------- |
|                      | 27. Martin Straka 43. Pavel Vostřák 50. Martin Straka 60. Jaroslav Kracík |                      | 31. Jozef Balej 55. Róbert Tomík | Diváků: 6 104 Rozhodčí: Martin Homola Roman Polák |

2. utkání
| 23. únor 2009 | HC Lasselsberger Plzeň | 6 – 1           | HC Oceláři Třinec | ČEZ Aréna |
| 17:30 SEČ     | HC Lasselsberger Plzeň | (2:0, 2:0, 2:1) | HC Oceláři Třinec |           |

| Souhrn zápasu Report | Souhrn zápasu Report                                                                                          | Souhrn zápasu Report | Souhrn zápasu Report | Souhrn zápasu Report                           |
| -------------------- | --- | -------------------- | -------------------- | ---------------------------------------------- |
|                      | 10. Mario Cartelli 19. Tomáš Vlasák 32. Martin Straka 40. Jaroslav Kracík 53. Roman Tomas 57. Jaroslav Kracík |                      | 48. Ľubomír Sekeráš  | Diváků: 5 488 Rozhodčí: Martin Fraňo Robin Šír |

3. utkání
| 25. únor 2009 | HC Oceláři Třinec | 3 – 0           | HC Lasselsberger Plzeň | Werk Arena |
| 17:00 SEČ     | HC Oceláři Třinec | (0:0, 0:0, 3:0) | HC Lasselsberger Plzeň |            |

| Souhrn zápasu Report | Souhrn zápasu Report                             | Souhrn zápasu Report | Souhrn zápasu Report | Souhrn zápasu Report                                |
| -------------------- | ------------------------------------------------ | -------------------- | -------------------- | --------------------------------------------------- |
|                      | 48. Jozef Balej 58. David Květoň 59. Jan Peterek |                      |                      | Diváků: 3 086 Rozhodčí: Jaroslav Kubeš Pavel Mikula |

4. utkání
| 26. únor 2009 | HC Oceláři Třinec | 4 – 3 PP              | HC Lasselsberger Plzeň | Werk Arena |
| 17:00 SEČ     | HC Oceláři Třinec | (1:0, 2:2, 0:1 - 1:0) | HC Lasselsberger Plzeň |            |

| Souhrn zápasu Report | Souhrn zápasu Report                                              | Souhrn zápasu Report | Souhrn zápasu Report                                      | Souhrn zápasu Report                              |
| -------------------- | ----------------------------------------------------------------- | -------------------- | --------------------------------------------------------- | ------------------------------------------------- |
|                      | 14. David Květoň 27. Jozef Balej 29. Jan Peterek 63. David Květoň |                      | 25. Radek Matějovský 30. Jaroslav Kracík 57. Tomáš Vlasák | Diváků: 3 538 Rozhodčí: Martin Homola Roman Polák |

5. utkání
| 28. únor 2009 | HC Lasselsberger Plzeň | 3 – 0           | HC Oceláři Třinec | ČEZ Aréna |
| 17:30 SEČ     | HC Lasselsberger Plzeň | (3:0, 0:0, 0:0) | HC Oceláři Třinec |           |

| Souhrn zápasu Report | Souhrn zápasu Report                                   | Souhrn zápasu Report | Souhrn zápasu Report | Souhrn zápasu Report                              |
| -------------------- | ------------------------------------------------------ | -------------------- | -------------------- | ------------------------------------------------- |
|                      | 5. Michal Dvořák 16. Martin Adamský 17. Martin Čakajík |                      |                      | Diváků: 7 017 Rozhodčí: Martin Fraňo Tomáš Turčan |

Do čtvrtfinále postoupil tým HC Lasselsberger Plzeň, když zvítězil 3:2 na zápasy

### HC Vítkovice Steel(8.) –Bílí Tygři Liberec(9.)
1. utkání
| 22. únor 2009 | HC Vítkovice Steel | 3 – 1           | Bílí Tygři Liberec | ČEZ Aréna |
| 17:00 SEČ     | HC Vítkovice Steel | (0:1, 2:0, 1:0) | Bílí Tygři Liberec |           |

| Souhrn zápasu Report | Souhrn zápasu Report                               | Souhrn zápasu Report | Souhrn zápasu Report | Souhrn zápasu Report                              |
| -------------------- | -------------------------------------------------- | -------------------- | -------------------- | ------------------------------------------------- |
|                      | 26. Petr Jurečka 29. Angel Krstev 60. Petr Hubáček |                      | 13. Pavel Kašpařík   | Diváků: 5 018 Rozhodčí: René Hradil Radek Husička |

2. utkání
| 23. únor 2009 | HC Vítkovice Steel | 3 – 0           | Bílí Tygři Liberec | ČEZ Aréna |
| 17:00 SEČ     | HC Vítkovice Steel | (1:0, 1:0, 1:0) | Bílí Tygři Liberec |           |

| Souhrn zápasu Report | Souhrn zápasu Report                                      | Souhrn zápasu Report | Souhrn zápasu Report | Souhrn zápasu Report                                |
| -------------------- | --------------------------------------------------------- | -------------------- | -------------------- | --------------------------------------------------- |
|                      | 14. Viktor Ujčík 34. Vladimír Svačina 43. Richard Stehlík |                      |                      | Diváků: 4 431 Rozhodčí: Milan Minář Vladimír Šindel |

3. utkání
| 25. únor 2009 | Bílí Tygři Liberec | 1 – 3           | HC Vítkovice Steel | ČEZ Aréna |
| 19:00 SEČ     | Bílí Tygři Liberec | (0:1, 1:1, 0:1) | HC Vítkovice Steel |           |

| Souhrn zápasu Report | Souhrn zápasu Report | Souhrn zápasu Report | Souhrn zápasu Report                            | Souhrn zápasu Report                             |
| -------------------- | -------------------- | -------------------- | ----------------------------------------------- | ------------------------------------------------ |
|                      | 33. Pavel Kašpařík   |                      | 8. Jiří Burger 28. Jiří Burger 46. Marek Kvapil | Diváků: 4 578 Rozhodčí: Pavel Hodek Tomáš Turčan |

Do čtvrtfinále postoupil tým HC Vítkovice Steel, když zvítězil 3:0 na zápasy

## Pavouk play off
|  | Čtvrtfinále             | Čtvrtfinále             |                         |   | Semifinále | Semifinále |  |  | Finále | Finále |
|  |                         |                         |                         |   |            |            |  |  |        |        |
|  |                         |                         |                         |   |            |            |  |  |        |        |
|  | HC Slavia Praha         | 4                       |                         |   |            |            |  |  |        |        |
|  | HC Slavia Praha         | 4                       |                         |   |            |            |  |  |        |        |
|  | HC Vítkovice Steel      | 3                       |                         |   |            |            |  |  |        |        |
|  | HC Vítkovice Steel      | 3                       | HC Slavia Praha         | 4 |            |            |  |  |        |        |
|  |                         |                         | HC Slavia Praha         | 4 |            |            |  |  |        |        |
|  |                         | HC Lasselsberger Plzeň  | 1                       |   |            |            |  |  |        |        |
|  | HC Moeller Pardubice    | HC Lasselsberger Plzeň  | 1                       | 3 |            |            |  |  |        |        |
|  | HC Moeller Pardubice    |                         |                         | 3 |            |            |  |  |        |        |
|  | HC Lasselsberger Plzeň  | 4                       |                         |   |            |            |  |  |        |        |
|  | HC Lasselsberger Plzeň  | 4                       | HC Slavia Praha         | 2 |            |            |  |  |        |        |
|  |                         |                         | HC Slavia Praha         | 2 |            |            |  |  |        |        |
|  |                         | HC Energie Karlovy Vary | 4                       |   |            |            |  |  |        |        |
|  | HC Litvínov             | HC Energie Karlovy Vary | 4                       | 0 |            |            |  |  |        |        |
|  | HC Litvínov             |                         |                         | 0 |            |            |  |  |        |        |
|  | HC Energie Karlovy Vary | 4                       |                         |   |            |            |  |  |        |        |
|  | HC Energie Karlovy Vary | 4                       | HC Energie Karlovy Vary | 4 |            |            |  |  |        |        |
|  |                         |                         | HC Energie Karlovy Vary | 4 |            |            |  |  |        |        |
|  |                         | HC Sparta Praha         | 2                       |   |            |            |  |  |        |        |
|  | HC Sparta Praha         | HC Sparta Praha         | 2                       | 4 |            |            |  |  |        |        |
|  | HC Sparta Praha         |                         |                         | 4 |            |            |  |  |        |        |
|  | RI Okna Zlín            | 1                       |                         |   |            |            |  |  |        |        |
|  | RI Okna Zlín            | 1                       |                         |   |            |            |  |  |        |        |

## Čtvrtfinále

### HC Slavia Praha(1.) –HC Vítkovice Steel(8.)
1. utkání
| 4. březen 2009 | HC Slavia Praha | 1 – 5           | HC Vítkovice Steel | O2 arena |
| 17:00 SEČ      | HC Slavia Praha | (0:0, 1:2, 0:3) | HC Vítkovice Steel |          |

| Souhrn zápasu Report | Souhrn zápasu Report | Souhrn zápasu Report | Souhrn zápasu Report                                                                        | Souhrn zápasu Report                              |
| -------------------- | -------------------- | -------------------- | ------------------------------------------------------------------------------------------- | ------------------------------------------------- |
|                      | 24. Roman Červenka   |                      | 22. Marek Kvapil 30. Petr Jurečka 43. Vladimír Svačina 51. Marek Kvapil 53. Lukáš Krenželok | Diváků: 5 689 Rozhodčí: René Hradil Radek Husička |

2. utkání
| 5. březen 2009 | HC Slavia Praha | 3 – 2           | HC Vítkovice Steel | O2 arena |
| 18:15 SEČ      | HC Slavia Praha | (2:0, 1:1, 0:1) | HC Vítkovice Steel |          |

| Souhrn zápasu Report | Souhrn zápasu Report                               | Souhrn zápasu Report | Souhrn zápasu Report            | Souhrn zápasu Report                             |
| -------------------- | -------------------------------------------------- | -------------------- | ------------------------------- | ------------------------------------------------ |
|                      | 2. Jiří Doležal 3. Josef Beránek 37. Karol Sloboda |                      | 33. Lukáš Klimek 60. Petr Kuboš | Diváků: 6 879 Rozhodčí: Milan Hodek Tomáš Turčan |

3. utkání
| 9. březen 2009 | HC Vítkovice Steel | 2 – 1           | HC Slavia Praha | ČEZ Aréna |
| 18:00 SEČ      | HC Vítkovice Steel | (1:0, 1:0, 0:1) | HC Slavia Praha |           |

| Souhrn zápasu Report | Souhrn zápasu Report                 | Souhrn zápasu Report | Souhrn zápasu Report | Souhrn zápasu Report                                |
| -------------------- | ------------------------------------ | -------------------- | -------------------- | --------------------------------------------------- |
|                      | 3. Vladimír Svačina 35. Radim Hruška |                      | 46. Roman Červenka   | Diváků: 8 225 Rozhodčí: Milan Minář Vladimír Šindel |

4. utkání
| 10. březen 2009 | HC Vítkovice Steel | 7 – 2           | HC Slavia Praha | ČEZ Aréna |
| 18:00 SEČ       | HC Vítkovice Steel | (0:0, 4:2, 3:0) | HC Slavia Praha |           |

| Souhrn zápasu Report | Souhrn zápasu Report | Souhrn zápasu Report | Souhrn zápasu Report              | Souhrn zápasu Report                            |
| -------------------- | --- | -------------------- | --------------------------------- | ----------------------------------------------- |
|                      | 21. Lukáš Krenželok 21. Václav Varaďa 25. Radim Hruška 36. Vladimír Svačina 41. Petr Hubáček 45. Marek Kvapil 55. Petr Jurečka |                      | 29. Jiří Doležal 36. Marek Tomica | Diváků: 9 138 Rozhodčí: Pavel Hodek Roman Polák |

5. utkání
| 12. březen 2009 | HC Slavia Praha | 5 – 3           | HC Vítkovice Steel | O2 arena |
| 17:00 SEČ       | HC Slavia Praha | (2:1, 1:2, 2:0) | HC Vítkovice Steel |          |

| Souhrn zápasu Report | Souhrn zápasu Report                                                                         | Souhrn zápasu Report | Souhrn zápasu Report                                  | Souhrn zápasu Report                              |
| -------------------- | -------------------------------------------------------------------------------------------- | -------------------- | ----------------------------------------------------- | ------------------------------------------------- |
|                      | 8. Roman Červenka 9. Jaroslav Bednář 39. David Hruška 54. Jaroslav Bednář 60. Michal Vondrka |                      | 13. Václav Varaďa 25. Petr Hubáček 29. Juraj Štefanka | Diváků: 6 693 Rozhodčí: René Hradil Radek Husička |

6. utkání
| 14. březen 2009 | HC Vítkovice Steel | 3 – 7           | HC Slavia Praha | ČEZ Aréna |
| 17:00 SEČ       | HC Vítkovice Steel | (1:2, 1:1, 1:4) | HC Slavia Praha |           |

| Souhrn zápasu Report | Souhrn zápasu Report                                 | Souhrn zápasu Report | Souhrn zápasu Report | Souhrn zápasu Report                            |
| -------------------- | ---------------------------------------------------- | -------------------- | --- | ----------------------------------------------- |
|                      | 19. Viktor Ujčík 33. Juraj Štefanka 52. Petr Hubáček |                      | 8. Tomáš Micka 13. Roman Červenka 38. Roman Červenka 46. Jaroslav Bednář 50. Tomáš Micka 53. Roman Červenka 60. Jiří Doležal | Diváků: 9 398 Rozhodčí: Milan Minář Roman Polák |

7. utkání
| 16. březen 2009 | HC Slavia Praha | 2 – 1           | HC Vítkovice Steel | O2 arena |
| 17:00 SEČ       | HC Slavia Praha | (0:0, 0:1, 2:0) | HC Vítkovice Steel |          |

| Souhrn zápasu Report | Souhrn zápasu Report                | Souhrn zápasu Report | Souhrn zápasu Report | Souhrn zápasu Report                             |
| -------------------- | ----------------------------------- | -------------------- | -------------------- | ------------------------------------------------ |
|                      | 44. Petr Jelínek 47. Roman Červenka |                      | 30. Marek Kvapil     | Diváků: 11 385 Rozhodčí: Milan Minář Roman Polák |

Do semifinále postoupil tým HC Slavia Praha,když zvítězil 4:3 na zápasy

### HC Moeller Pardubice(2.) –HC Lasselsberger Plzeň(7.)
1. utkání
| 4. březen 2009 | HC Moeller Pardubice | 1 – 2 SN              | HC Lasselsberger Plzeň | Duhová arena |
| 17:00 SEČ      | HC Moeller Pardubice | (1:0, 0:0, 0:1 - 0:0) | HC Lasselsberger Plzeň |              |

| Souhrn zápasu Report | Souhrn zápasu Report | Souhrn zápasu Report | Souhrn zápasu Report             | Souhrn zápasu Report                           |
| -------------------- | -------------------- | -------------------- | -------------------------------- | ---------------------------------------------- |
|                      | 20. Jan Starý        |                      | 52. Tomáš Vlasák SN Tomáš Vlasák | Diváků: 8 970 Rozhodčí: Jan Hribik Milan Minář |

2. utkání
| 5. březen 2009 | HC Moeller Pardubice | 3 – 1           | HC Lasselsberger Plzeň | Duhová arena |
| 17:00 SEČ      | HC Moeller Pardubice | (3:1, 0:0, 0:0) | HC Lasselsberger Plzeň |              |

| Souhrn zápasu Report | Souhrn zápasu Report                         | Souhrn zápasu Report | Souhrn zápasu Report | Souhrn zápasu Report                              |
| -------------------- | -------------------------------------------- | -------------------- | -------------------- | ------------------------------------------------- |
|                      | 7. David Havíř 9. Jan Starý 15. Martin Lojek |                      | 15. Pavel Vostřák    | Diváků: 8 845 Rozhodčí: Antonín Jeřábek Robin Šír |

3. utkání
| 8. březen 2009 | HC Lasselsberger Plzeň | 2 – 1           | HC Moeller Pardubice | ČEZ Aréna |
| 17:00 SEČ      | HC Lasselsberger Plzeň | (1:0, 0:0, 1:1) | HC Moeller Pardubice |           |

| Souhrn zápasu Report | Souhrn zápasu Report                | Souhrn zápasu Report | Souhrn zápasu Report | Souhrn zápasu Report                             |
| -------------------- | ----------------------------------- | -------------------- | -------------------- | ------------------------------------------------ |
|                      | 8. Mario Cartelli 53. Martin Straka |                      | 54. Aleš Píša        | Diváků: 8 121 Rozhodčí: Pavel Mikula Milan Minář |

4. utkání
| 9. březen 2009 | HC Lasselsberger Plzeň | 3 – 4           | HC Moeller Pardubice | ČEZ Aréna |
| 17:30 SEČ      | HC Lasselsberger Plzeň | (0:3, 2:1, 1:0) | HC Moeller Pardubice |           |

| Souhrn zápasu Report | Souhrn zápasu Report                                  | Souhrn zápasu Report | Souhrn zápasu Report                                               | Souhrn zápasu Report                               |
| -------------------- | ----------------------------------------------------- | -------------------- | ------------------------------------------------------------------ | -------------------------------------------------- |
|                      | 29. Martin Straka 38. Martin Adamský 45. Tomáš Vlasák |                      | 6. Tomáš Divíšek 8. Tomáš Divíšek 10. Martin Lojek 32. Libor Pivko | Diváků: 8 178 Rozhodčí: Martin Fraňo Martin Homola |

5. utkání
| 11. březen 2009 | HC Moeller Pardubice | 3 – 0           | HC Lasselsberger Plzeň | Duhová arena |
| 17:00 SEČ       | HC Moeller Pardubice | (1:0, 2:0, 0:0) | HC Lasselsberger Plzeň |              |

| Souhrn zápasu Report | Souhrn zápasu Report                              | Souhrn zápasu Report | Souhrn zápasu Report | Souhrn zápasu Report                               |
| -------------------- | ------------------------------------------------- | -------------------- | -------------------- | -------------------------------------------------- |
|                      | 4. Daniel Rákos 26. Tomáš Divíšek 32. Libor Pivko |                      |                      | Diváků: 10 020 Rozhodčí: René Hradil Radek Husička |

6. utkání
| 13. březen 2009 | HC Lasselsberger Plzeň | 3 – 1           | HC Moeller Pardubice | ČEZ Aréna |
| 17:00 SEČ       | HC Lasselsberger Plzeň | (1:0, 2:0, 0:1) | HC Moeller Pardubice |           |

| Souhrn zápasu Report | Souhrn zápasu Report                                  | Souhrn zápasu Report | Souhrn zápasu Report | Souhrn zápasu Report                             |
| -------------------- | ----------------------------------------------------- | -------------------- | -------------------- | ------------------------------------------------ |
|                      | 8. Pavel Vostřák 30. Martin Adamský 34. Pavel Vostřák |                      | 54. Petr Koukal      | Diváků: 7 389 Rozhodčí: Pavel Mikula Milan Minář |

7. utkání
| 15. březen 2009 | HC Moeller Pardubice | 3 – 4 PP                   | HC Lasselsberger Plzeň | Duhová arena |
| 17:00 SEČ       | HC Moeller Pardubice | (2:2, 0:0, 1:1 - 0:0, 0:1) | HC Lasselsberger Plzeň |              |

| Souhrn zápasu Report | Souhrn zápasu Report                                | Souhrn zápasu Report | Souhrn zápasu Report                                                    | Souhrn zápasu Report                               |
| -------------------- | --------------------------------------------------- | -------------------- | ----------------------------------------------------------------------- | -------------------------------------------------- |
|                      | 1. Jan Kolář (1981) 15. Libor Pivko 56. Libor Pivko |                      | 4. Martin Straka 13. Pavel Vostřák 41. Pavel Vostřák 87. Martin Adamský | Diváků: 10 194 Rozhodčí: René Hradil Radek Husička |

Do semifinále postoupil tým HC Lasselsberger Plzeň, když zvítězil 4:3 na zápasy

### HC Litvínov(3.) –HC Energie Karlovy Vary(6.)
1. utkání
| 2. březen 2009 | HC Litvínov | 2 – 3 SN              | HC Energie Karlovy Vary | Zimní stadion Ivana Hlinky |
| 17:00 SEČ      | HC Litvínov | (0:1, 2:1, 0:0 - 0:0) | HC Energie Karlovy Vary |                            |

| Souhrn zápasu Report | Souhrn zápasu Report             | Souhrn zápasu Report | Souhrn zápasu Report                                       | Souhrn zápasu Report                               |
| -------------------- | -------------------------------- | -------------------- | ---------------------------------------------------------- | -------------------------------------------------- |
|                      | 26. Viktor Hübl 35. Lukáš Rindoš |                      | 8. Václav Skuhravý 25. Milan Procházka SN Marek Melenovský | Diváků: 6 680 Rozhodčí: Vladimír Šindler Robin Šír |

2. utkání
| 3. březen 2009 | HC Litvínov | 1 – 2 SN              | HC Energie Karlovy Vary | Zimní stadion Ivana Hlinky |
| 17:00 SEČ      | HC Litvínov | (0:0, 0:1, 1:0 - 0:0) | HC Energie Karlovy Vary |                            |

| Souhrn zápasu Report | Souhrn zápasu Report | Souhrn zápasu Report | Souhrn zápasu Report                    | Souhrn zápasu Report                              |
| -------------------- | -------------------- | -------------------- | --------------------------------------- | ------------------------------------------------- |
|                      | 53. Daniel Branda    |                      | 40. Milan Procházka SN Marek Melenovský | Diváků: 7 000 Rozhodčí: Radek Husička René Hradil |

3. utkání
| 6. březen 2009 | HC Energie Karlovy Vary | 3 – 1           | HC Litvínov | Zimní stadion Karlovy Vary |
| 18:00 SEČ      | HC Energie Karlovy Vary | (1:0, 2:0, 0:1) | HC Litvínov |                            |

| Souhrn zápasu Report | Souhrn zápasu Report                                        | Souhrn zápasu Report | Souhrn zápasu Report | Souhrn zápasu Report                               |
| -------------------- | ----------------------------------------------------------- | -------------------- | -------------------- | -------------------------------------------------- |
|                      | 20. František Skladaný 27. Ondřej Němec 31. Milan Procházka |                      | 43. Zdeněk Bahenský  | Diváků: 4 480 Rozhodčí: Vladimír Šindler Robin Šír |

4. utkání
| 7. březen 2009 | HC Energie Karlovy Vary | 4 – 2           | HC Litvínov | Zimní stadion Karlovy Vary |
| 17:30 SEČ      | HC Energie Karlovy Vary | (1:2, 1:0, 2:0) | HC Litvínov |                            |

| Souhrn zápasu Report | Souhrn zápasu Report                                                   | Souhrn zápasu Report | Souhrn zápasu Report                  | Souhrn zápasu Report                            |
| -------------------- | ---------------------------------------------------------------------- | -------------------- | ------------------------------------- | ----------------------------------------------- |
|                      | 4. Ondřej Němec 37. David Zucker 46. František Skladaný 47. Lukáš Pech |                      | 10. Petr Jenáček 16. Vlastimil Kroupa | Diváků: 4 150 Rozhodčí: Pavel Hodek Roman Polák |

Do semifinále postoupil tým HC Energie Karlovy Vary, když zvítězil 4:0 na zápasy

### HC Sparta Praha(4.) –RI Okna Zlín(5.)
1. utkání
| 2. březen 2009 | HC Sparta Praha | 4 – 2           | RI Okna Zlín | Tesla Arena |
| 18:00 SEČ      | HC Sparta Praha | (2:1, 2:0, 0:1) | RI Okna Zlín |             |

| Souhrn zápasu Report | Souhrn zápasu Report                                             | Souhrn zápasu Report | Souhrn zápasu Report             | Souhrn zápasu Report                             |
| -------------------- | ---------------------------------------------------------------- | -------------------- | -------------------------------- | ------------------------------------------------ |
|                      | 15. Petr Ton 18. Michal Broš 26. David Výborný 39. David Výborný |                      | 5. Andrej Kollár 55. David Nosek | Diváků: 8 473 Rozhodčí: Pavel Mikula Milan Minář |

2. utkání
| 3. březen 2009 | HC Sparta Praha | 4 – 0           | RI Okna Zlín | Tesla Arena |
| 17:00 SEČ      | HC Sparta Praha | (2:0, 1:0, 1:0) | RI Okna Zlín |             |

| Souhrn zápasu Report | Souhrn zápasu Report                                                | Souhrn zápasu Report | Souhrn zápasu Report | Souhrn zápasu Report                             |
| -------------------- | ------------------------------------------------------------------- | -------------------- | -------------------- | ------------------------------------------------ |
|                      | 10. David Výborný 13. Jakub Koreis 40. David Výborný 48. Pavel Mrňa |                      |                      | Diváků: 6 832 Rozhodčí: Pavel Hodek Tomáš Turčan |

3. utkání
| 6. březen 2009 | RI Okna Zlín | 1 – 4           | HC Sparta Praha | Zimní stadion Luďka Čajky |
| 17:00 SEČ      | RI Okna Zlín | (0:0, 1:2, 0:2) | HC Sparta Praha |                           |

| Souhrn zápasu Report | Souhrn zápasu Report | Souhrn zápasu Report | Souhrn zápasu Report                                                | Souhrn zápasu Report                             |
| -------------------- | -------------------- | -------------------- | ------------------------------------------------------------------- | ------------------------------------------------ |
|                      | 23. Pavel Kubiš      |                      | 31. Petr Ton 38. Jakub Langhammer 44. Michal Gulaši 54. Tomáš Netík | Diváků: 6 392 Rozhodčí: Pavel Mikula Milan Minář |

4. utkání
| 7. březen 2009 | RI Okna Zlín | 4 – 2           | HC Sparta Praha | Zimní stadion Luďka Čajky |
| 17:00 SEČ      | RI Okna Zlín | (1:2, 2:0, 1:0) | HC Sparta Praha |                           |

| Souhrn zápasu Report | Souhrn zápasu Report                                                | Souhrn zápasu Report | Souhrn zápasu Report                  | Souhrn zápasu Report                                  |
| -------------------- | ------------------------------------------------------------------- | -------------------- | ------------------------------------- | ----------------------------------------------------- |
|                      | 7. Roman Vlach 22. Petr Leška 22. Dušan Andrašovský 49. Pavel Kubiš |                      | 7. Tomáš Netík (TS) 18. David Výborný | Diváků: 6 162 Rozhodčí: Martin Fraňo Vladimír Šindler |

5. utkání
| 10. březen 2009 | HC Sparta Praha | 6 – 1           | RI Okna Zlín | Tesla Arena |
| 17:00 SEČ       | HC Sparta Praha | (3:0, 1:0, 2:1) | RI Okna Zlín |             |

| Souhrn zápasu Report | Souhrn zápasu Report                                                                                          | Souhrn zápasu Report | Souhrn zápasu Report | Souhrn zápasu Report                             |
| -------------------- | --- | -------------------- | -------------------- | ------------------------------------------------ |
|                      | 9. David Výborný 12. Jakub Koreis 17. Jakub Langhammer 32. Tomáš Netík 53. Jiří Vykoukal 59. Jakub Langhammer |                      | 51. Petr Leška       | Diváků: 8 849 Rozhodčí: Pavel Mikula Milan Minář |

Do semifinále postoupil tým HC Sparta Praha, když zvítězil 4:1 na zápasy

## Semifinále

### HC Slavia Praha(1.) –HC Lasselsberger Plzeň(7.)
1. utkání
| 20. březen 2009 | HC Slavia Praha | 0 – 6           | HC Lasselsberger Plzeň | O2 arena |
| 17:00 SEČ       | HC Slavia Praha | (0:4, 0:2, 0:0) | HC Lasselsberger Plzeň |          |

| Souhrn zápasu Report | Souhrn zápasu Report | Souhrn zápasu Report | Souhrn zápasu Report                                                                                   | Souhrn zápasu Report                             |
| -------------------- | -------------------- | -------------------- | --- | ------------------------------------------------ |
|                      |                      |                      | 11. Martin Straka 13. Pavel Vostřák 14. Pavel Vostřák 19. Tomáš Vlasák 29. Zdeněk Kubica 35. Jan Kovář | Diváků: 10 083 Rozhodčí: Martin Homola Robin Šír |

2. utkání
| 21. březen 2009 | HC Slavia Praha | 6 – 5           | HC Lasselsberger Plzeň | O2 arena |
| 17:00 SEČ       | HC Slavia Praha | (1:1, 1:2, 4:2) | HC Lasselsberger Plzeň |          |

| Souhrn zápasu Report | Souhrn zápasu Report                                                                                       | Souhrn zápasu Report | Souhrn zápasu Report                                                                       | Souhrn zápasu Report                              |
| -------------------- | --- | -------------------- | ------------------------------------------------------------------------------------------ | ------------------------------------------------- |
|                      | 16. Jaroslav Bednář 40. Jiří Doležal 41. Roman Červenka 42. Michal Vondrka 49. Tomáš Micka 60. Petr Kadlec |                      | 9. Jaroslav Kracík 21. Michal Dvořák 31. Tomáš Kubalík 55. Tomáš Vlasák 60. Martin Adamský | Diváků: 12 558 Rozhodčí: Milan Minář Pavel Mikula |

3. utkání
| 24. březen 2009 | HC Lasselsberger Plzeň | 1 – 3           | HC Slavia Praha | ČEZ Aréna |
| 17:00 SEČ       | HC Lasselsberger Plzeň | (0:1, 0:1, 1:1) | HC Slavia Praha |           |

| Souhrn zápasu Report | Souhrn zápasu Report | Souhrn zápasu Report | Souhrn zápasu Report                                 | Souhrn zápasu Report                             |
| -------------------- | -------------------- | -------------------- | ---------------------------------------------------- | ------------------------------------------------ |
|                      | 60. Michal Dvořák    |                      | 19. Petr Jelínek 29. Tomáš Micka 59. Jaroslav Bednář | Diváků: 7 841 Rozhodčí: Pavel Mikula Milan Minář |

4. utkání
| 25. březen 2009 | HC Lasselsberger Plzeň | 1 – 6           | HC Slavia Praha | ČEZ Aréna |
| 17:00 SEČ       | HC Lasselsberger Plzeň | (0:3, 1:1, 0:2) | HC Slavia Praha |           |

| Souhrn zápasu Report | Souhrn zápasu Report | Souhrn zápasu Report | Souhrn zápasu Report                                                                                      | Souhrn zápasu Report                            |
| -------------------- | -------------------- | -------------------- | --- | ----------------------------------------------- |
|                      | 28. Peter Smrek      |                      | 6. Jaroslav Bednář 10. Lukáš Endál 14. Michal Vondrka 40. David Hruška 45. Lukáš Endál 55. Michal Vondrka | Diváků: 7 860 Rozhodčí: Pavel Hodek Roman Polák |

5. utkání
| 27. březen 2009 | HC Slavia Praha | 6 – 5 SN               | HC Lasselsberger Plzeň | O2 arena |
| 17:00 SEČ       | HC Slavia Praha | (3:1, 1:3 , 1:1 - 0:0) | HC Lasselsberger Plzeň |          |

| Souhrn zápasu Report | Souhrn zápasu Report                                                                                                 | Souhrn zápasu Report | Souhrn zápasu Report                                                                       | Souhrn zápasu Report                              |
| -------------------- | --- | -------------------- | ------------------------------------------------------------------------------------------ | ------------------------------------------------- |
|                      | 10. Jaroslav Bednář 15. Roman Červenka 19. Jaroslav Bednář 22. Josef Beránek 45. Jaroslav Bednář SN Vladimír Růžička |                      | 11. Jan Kovář 23. Mario Cartelli 23. Radek Matějovský 23. Martin Adamský 60. Martin Straka | Diváků: 15 176 Rozhodčí: Milan Minář Pavel Mikula |

Do finále postoupil tým HC Slavia Praha, když zvítězil 4:1 na zápasy

### HC Sparta Praha(4.) –HC Energie Karlovy Vary(6.)
1. utkání
| 18. březen 2009 | HC Sparta Praha | 5 – 2           | HC Energie Karlovy Vary | Tesla Arena |
| 17:00 SEČ       | HC Sparta Praha | (2:1, 1:0, 2:1) | HC Energie Karlovy Vary |             |

| Souhrn zápasu Report | Souhrn zápasu Report                                                                   | Souhrn zápasu Report | Souhrn zápasu Report                 | Souhrn zápasu Report                               |
| -------------------- | -------------------------------------------------------------------------------------- | -------------------- | ------------------------------------ | -------------------------------------------------- |
|                      | 6. Jakub Langhammer 9. Petr Ton 21. David Výborný 45. Jiří Vykoukal 48. Ondřej Kratěna |                      | 10. Petr Sailer 53. František Bombic | Diváků: 8 285 Rozhodčí: Vladimír Šindler Robin Šír |

2. utkání
| 19. březen 2009 | HC Sparta Praha | 2 – 3 PP              | HC Energie Karlovy Vary | Tesla Arena |
| 17:00 SEČ       | HC Sparta Praha | (1:1, 0:1, 1:0 - 0:1) | HC Energie Karlovy Vary |             |

| Souhrn zápasu Report | Souhrn zápasu Report              | Souhrn zápasu Report | Souhrn zápasu Report                                         | Souhrn zápasu Report                              |
| -------------------- | --------------------------------- | -------------------- | ------------------------------------------------------------ | ------------------------------------------------- |
|                      | 11. Petr Ton 44. Jakub Langhammer |                      | 5. František Skladaný 35. Milan Procházka 70. Josef Řezníček | Diváků: 9 471 Rozhodčí: René Hradil Radek Husička |

3. utkání
| 22. březen 2009 | HC Energie Karlovy Vary | 5 – 3           | HC Sparta Praha | Zimní stadion Karlovy Vary |
| 17:00 SEČ       | HC Energie Karlovy Vary | (1:1, 1:1, 3:1) | HC Sparta Praha |                            |

| Souhrn zápasu Report | Souhrn zápasu Report                                                                | Souhrn zápasu Report | Souhrn zápasu Report                                     | Souhrn zápasu Report                             |
| -------------------- | ----------------------------------------------------------------------------------- | -------------------- | -------------------------------------------------------- | ------------------------------------------------ |
|                      | 9. Jan Košťál 25. Lukáš Pech 54. Jan Košťál 57. František Skladaný 58. Ondřej Němec |                      | 19. Jakub Langhammer 22. Ondřej Kratěna 59. Jakub Koreis | Diváků: 4 238 Rozhodčí: Pavel Hodek Martin Fraňo |

4. utkání
| 23. březen 2009 | HC Energie Karlovy Vary | 5 – 2           | HC Sparta Praha | Zimní stadion Karlovy Vary |
| 17:00 SEČ       | HC Energie Karlovy Vary | (3:0, 2:1, 0:1) | HC Sparta Praha |                            |

| Souhrn zápasu Report | Souhrn zápasu Report                                                                   | Souhrn zápasu Report | Souhrn zápasu Report              | Souhrn zápasu Report                              |
| -------------------- | -------------------------------------------------------------------------------------- | -------------------- | --------------------------------- | ------------------------------------------------- |
|                      | 6. Michal Hluchý 7. Petr Kumstát 15. Lukáš Pech 32. Milan Procházka 34. Josef Řezníček |                      | 37. Jiří Vykoukal 43. Michal Broš | Diváků: 4 016 Rozhodčí: Martin Homola Roman Polák |

5. utkání
| 26. březen 2009 | HC Sparta Praha | 2 – 1 PP              | HC Energie Karlovy Vary | Tesla Arena |
| 17:00 SEČ       | HC Sparta Praha | (1:0, 0:0, 0:1 - 1:0) | HC Energie Karlovy Vary |             |

| Souhrn zápasu Report | Souhrn zápasu Report                  | Souhrn zápasu Report | Souhrn zápasu Report | Souhrn zápasu Report                                |
| -------------------- | ------------------------------------- | -------------------- | -------------------- | --------------------------------------------------- |
|                      | 7. Roman Vondráček 64. Ondřej Kratěna |                      | 43. Rastislav Dej    | Diváků: 12 156 Rozhodčí: Vladimír Šindler Robin Šír |

6. utkání
| 27. březen 2009 | HC Energie Karlovy Vary | 4 – 1           | HC Sparta Praha | Zimní stadion Karlovy Vary |
| 17:00 SEČ       | HC Energie Karlovy Vary | (1:1, 1:0, 2:0) | HC Sparta Praha |                            |

| Souhrn zápasu Report | Souhrn zápasu Report                                                            | Souhrn zápasu Report | Souhrn zápasu Report | Souhrn zápasu Report                            |
| -------------------- | ------------------------------------------------------------------------------- | -------------------- | -------------------- | ----------------------------------------------- |
|                      | 3. Jaroslav Kristek 26. Roman Prošek 48. František Skladaný 51. Milan Procházka |                      | 11. David Výborný    | Diváků: 4 260 Rozhodčí: Pavel Hodek Roman Polák |

Do finále postoupil tým HC Energie Karlovy Vary, když zvítězil 4:2 na zápasy

## Finále

### HC Slavia Praha(1.) –HC Energie Karlovy Vary(6.)
1. utkání
| 3. duben 2009 | HC Energie Karlovy Vary | 4 – 1           | HC Slavia Praha | Zimní stadion Karlovy Vary |
|               | HC Energie Karlovy Vary | (1:0, 1:0, 2:1) | HC Slavia Praha |                            |

| Souhrn zápasu Report | Souhrn zápasu Report                                               | Souhrn zápasu Report | Souhrn zápasu Report | Souhrn zápasu Report                                                             |
| -------------------- | ------------------------------------------------------------------ | -------------------- | -------------------- | -------------------------------------------------------------------------------- |
|                      | 5. Lukáš Pech 27. Petr Kumstát 47. Martin Zaťovič 60. Ondřej Němec |                      | 60. Jakub Sklenář    | Diváků: 4 450 (vyprodáno) Rozhodčí: Martin Homola, Antonín Jeřábek Bádal, Pouzar |

2. utkání
| 4. duben 2009 | HC Energie Karlovy Vary | 1 – 5           | HC Slavia Praha | Zimní stadion Karlovy Vary |
|               | HC Energie Karlovy Vary | (0:1, 1:3, 0:1) | HC Slavia Praha |                            |

| Souhrn zápasu Report | Souhrn zápasu Report   | Souhrn zápasu Report | Souhrn zápasu Report                                                                                         | Souhrn zápasu Report                                                                         |
| -------------------- | ---------------------- | -------------------- | --- | -------------------------------------------------------------------------------------------- |
|                      | 26. František Skladaný |                      | 13. Jaroslav Bednář z tr. střílení 25. Jiří Doležal 28. Jaroslav Bednář 35. Michal Vondrka 52. Karol Sloboda | Diváků: 4450 (vyprodáno) Rozhodčí: Martin Fraňo, Antonín Jeřábek Jaromír Bláha, Evžen Kostka |

3. utkání
| 7. duben 2009 | HC Slavia Praha | 1 – 2 SN        | HC Energie Karlovy Vary | O2 arena |
|               | HC Slavia Praha | (0:0, 0:1, 1:0) | HC Energie Karlovy Vary |          |

| Souhrn zápasu Report | Souhrn zápasu Report | Souhrn zápasu Report | Souhrn zápasu Report            | Souhrn zápasu Report                                                            |
| -------------------- | -------------------- | -------------------- | ------------------------------- | ------------------------------------------------------------------------------- |
|                      | 58. Roman Červenka   |                      | 38. Petr Kumstát SN Petr Sailer | Diváků: 14 521 Rozhodčí: Pavel Hodek, Roman Polák Stanislav Barvíř, Petr Blümel |

4. utkání
| 8. duben 2009 | HC Slavia Praha | 4 – 6           | HC Energie Karlovy Vary | O2 arena |
|               | HC Slavia Praha | (3:3, 1:2, 0:1) | HC Energie Karlovy Vary |          |

| Souhrn zápasu Report | Souhrn zápasu Report                                                           | Souhrn zápasu Report | Souhrn zápasu Report                                                                                             | Souhrn zápasu Report                                                                   |
| -------------------- | ------------------------------------------------------------------------------ | -------------------- | --- | -------------------------------------------------------------------------------------- |
|                      | 5. Vladimír Růžička ml. 15. Michal Vondrka 17. Tomáš Micka 35. Jaroslav Bednář |                      | 1. Václav Skuhravý 11. Václav Skuhravý 14. Ondřej Němec 28. Václav Skuhravý 30. Petr Sailer 49. Jaroslav Kristek | Diváků: 16 730 Rozhodčí: René Hradil, Antonín Jeřábek Petr Charvát, František Kalivoda |

5. utkání
| 10. duben 2009 | HC Slavia Praha | 3 – 2           | HC Energie Karlovy Vary | O2 arena |
|                | HC Slavia Praha | (1:0, 2:2, 0:0) | HC Energie Karlovy Vary |          |

| Souhrn zápasu Report | Souhrn zápasu Report                                    | Souhrn zápasu Report | Souhrn zápasu Report                   | Souhrn zápasu Report                                         |
| -------------------- | ------------------------------------------------------- | -------------------- | -------------------------------------- | ------------------------------------------------------------ |
|                      | 15. Roman Červenka 24. Roman Červenka 33. Josef Beránek |                      | 21. František Skladaný 38. Petr Sailer | Rozhodčí: René Hradil, Roman Polák Jiří Gebauer, Vít Lederer |

6. utkání
| 12. duben 2009 | HC Energie Karlovy Vary | 4 – 3           | HC Slavia Praha | Zimní stadion Karlovy Vary |
|                | HC Energie Karlovy Vary | (0:3, 2:0, 2:0) | HC Slavia Praha |                            |

| Souhrn zápasu Report | Souhrn zápasu Report                                                        | Souhrn zápasu Report | Souhrn zápasu Report                                | Souhrn zápasu Report                                                |
| -------------------- | --------------------------------------------------------------------------- | -------------------- | --------------------------------------------------- | ------------------------------------------------------------------- |
|                      | 25. Marek Melenovský 34. František Skladaný 47. Ondřej Němec 53. Lukáš Pech |                      | 7. David Hruška 9. Roman Červenka 11. Josef Beránek | Rozhodčí: Martin Homola, Robin Šír Marek Hlavatý, Rudolf Tošenovjan |

Tým HC Energie Karlovy Vary se stal mistrem republiky pro ročník 2008/2009.

## Play out

### Tabulka
| Poř. | Tým                            | Z  | V  | VP | PP | P  | VG  | OG  | B  |
| ---- | ------------------------------ | -- | -- | -- | -- | -- | --- | --- | -- |
| 1.   | HC Mountfield České Budějovice | 64 | 23 | 6  | 7  | 28 | 164 | 172 | 88 |
| 2.   | HC GEUS OKNA Kladno            | 64 | 19 | 10 | 9  | 26 | 164 | 190 | 86 |
| 3.   | HC Znojemští Orli              | 64 | 20 | 6  | 10 | 28 | 150 | 181 | 82 |
| 4.   | BK Mladá Boleslav              | 64 | 20 | 7  | 6  | 31 | 163 | 168 | 80 |

### Zápasy
1. kolo: (25. února)
- HC Znojemští Orli – HC GEUS OKNA Kladno 5:3 (2:0, 2:2, 1:1)
- HC Mountfield České Budějovice – BK Mladá Boleslav 2:3 po SN (1:1, 0:1, 1:0 – 0:0)

2. kolo: (27. února)
- HC Mountfield České Budějovice – HC Znojemští Orli 3:2 (1:1, 1:1, 1:0)
- BK Mladá Boleslav – HC GEUS OKNA Kladno 1:2 PP (1:0, 0:0, 0:1 – 0:1)

3. kolo (1. března)
- HC Znojemští Orli – BK Mladá Boleslav 3:2 (1:1, 2:0, 0:1)
- HC GEUS OKNA Kladno – HC Mountfield České Budějovice 4:2 (3:0, 0:1, 1:1)

4. kolo (3. března)
- BK Mladá Boleslav – HC Mountfield České Budějovice 2:0 (1:0, 0:0, 1:0
- HC GEUS OKNA Kladno – HC Znojemští Orli 5:1 (1:0, 3:0, 1:1)

5. kolo (6. března)
- HC GEUS OKNA Kladno – BK Mladá Boleslav 4:2 (0:0, 1:1, 3:1)
- HC Znojemští Orli – HC Mountfield České Budějovice 0:4 (0:0, 0:2, 0:2)

6. kolo (8. března)
- BK Mladá Boleslav – HC Znojemští Orli 4:0 (0:0, 1:0, 3:0)
- HC Mountfield České Budějovice – HC GEUS OKNA Kladno 3:1 (1:0, 1:1, 1:0)

7. kolo (10. března)
- HC Mountfield České Budějovice – BK Mladá Boleslav 2:3 (1:1, 1:2, 0:0)
- HC Znojemští Orli – HC GEUS OKNA Kladno 4:0 (2:0, 1:0, 1:0)

8. kolo (13. března)
- BK Mladá Boleslav – HC GEUS OKNA Kladno 2:3 PP (0:0, 1:1, 1:1 – 0:1)
- HC Mountfield České Budějovice – HC Znojemští Orli 3:2 SN (1:0, 1:2, 0:0 – 0:0)

9. kolo (15. března)
- HC Znojemští Orli – BK Mladá Boleslav 2:3 v prodl.(1:0, 1:1, 0:1 – 0:1)
- HC GEUS OKNA Kladno – HC Mountfield České Budějovice 3:1 (2:0, 0:0, 1:1)

10. kolo (17. března)
- BK Mladá Boleslav – HC Mountfield České Budějovice 1:2 (1:1, 0:1, 0:0)
- HC GEUS OKNA Kladno – HC Znojemští Orli 2:3 PP (0:0, 1:1, 1:1 – 0:1)

11. kolo (20. března)
- HC GEUS OKNA Kladno – BK Mladá Boleslav 2:4 (2:3, 0:0, 0:1)
- HC Znojemští Orli – HC Mountfield České Budějovice 2:3 PP (0:0, 2:1, 0:1 – 0:1)

12. kolo (22. března)
- BK Mladá Boleslav – HC Znojemští Orli 5:0 (1:0, 4:0, 0:0)
- HC Mountfield České Budějovice – HC GEUS OKNA Kladno 2:3 (1:1, 0:2, 1:0)

## Baráž o extraligu
- V baráži uspěla BK Mladá Boleslav 4 : 0 na zápasy a udržela se tak v extralize i pro další ročník.

1. utkání
|  | BK Mladá Boleslav | 3 - 0           | HC Slovan Ústečtí Lvi |  |
|  | BK Mladá Boleslav | (1:0, 0:0, 2:0) | HC Slovan Ústečtí Lvi |  |

| Souhrn zápasu Report | Souhrn zápasu Report                                       | Souhrn zápasu Report | Souhrn zápasu Report | Souhrn zápasu Report |
| -------------------- | ---------------------------------------------------------- | -------------------- | -------------------- | -------------------- |
|                      | 01:35 Tomáš Klimenta 57:22 David Vrbata 58:32 Michal Důras |                      |                      |                      |

2. utkání
|  | BK Mladá Boleslav | 2 - 1 PP              | HC Slovan Ústečtí Lvi |  |
|  | BK Mladá Boleslav | (0:0, 1:0, 0:1 - 1:0) | HC Slovan Ústečtí Lvi |  |

| Souhrn zápasu Report | Souhrn zápasu Report                     | Souhrn zápasu Report | Souhrn zápasu Report | Souhrn zápasu Report |
| -------------------- | ---------------------------------------- | -------------------- | -------------------- | -------------------- |
|                      | 23:36 Michal Důras PP 68:46 Michal Důras |                      | 47:19 Pavel Janků    |                      |

3. utkání
|  | HC Slovan Ústečtí Lvi | 1 - 3           | BK Mladá Boleslav |  |
|  | HC Slovan Ústečtí Lvi | (0:2, 0:1, 1:0) | BK Mladá Boleslav |  |

| Souhrn zápasu Report | Souhrn zápasu Report | Souhrn zápasu Report | Souhrn zápasu Report                                  | Souhrn zápasu Report |
| -------------------- | -------------------- | -------------------- | ----------------------------------------------------- | -------------------- |
|                      | 48:12 Pavel Janků    |                      | 02:16 Tomáš Rod 18:45 David Vrbata 30:15 Richard Král |                      |

4. utkání
|  | HC Slovan Ústečtí Lvi | 0 - 2           | BK Mladá Boleslav |  |
|  | HC Slovan Ústečtí Lvi | (0:0, 0:0, 0:2) | BK Mladá Boleslav |  |

| Souhrn zápasu Report | Souhrn zápasu Report | Souhrn zápasu Report | Souhrn zápasu Report                  | Souhrn zápasu Report |
| -------------------- | -------------------- | -------------------- | ------------------------------------- | -------------------- |
|                      |                      |                      | 41:53 Michal Důras 57:27 David Vrbata |                      |

## Nejproduktivnější hráči základní části
Toto je konečné pořadí hráčů podle dosažených bodů. Za jeden vstřelený gól nebo přihrávku na gól hráč získal jeden bod.
| Poř. | Hráč            | Tým                     | Z  | G  | A  | B  | TM | +/- |
| ---- | --------------- | ----------------------- | -- | -- | -- | -- | -- | --- |
| 1.   | Jaroslav Bednář | HC Slavia Praha         | 46 | 27 | 41 | 68 | 44 | 31  |
| 2.   | Roman Červenka  | HC Slavia Praha         | 51 | 28 | 31 | 59 | 56 | 24  |
| 3.   | Tomáš Vlasák    | HC Lasselsberger Plzeň  | 52 | 27 | 31 | 58 | 62 | 6   |
| 4.   | Martin Straka   | HC Lasselsberger Plzeň  | 51 | 22 | 30 | 52 | 20 | 12  |
| 5.   | Jiří Polanský   | HC Oceláři Třinec       | 52 | 18 | 32 | 50 | 84 | -2  |
| 6.   | Jan Peterek     | HC Oceláři Třinec       | 51 | 14 | 36 | 50 | 36 | -1  |
| 7.   | Petr Leška      | RI Okna Zlín            | 52 | 18 | 30 | 48 | 52 | 12  |
| 8.   | Ondřej Kratěna  | HC Sparta Praha         | 47 | 21 | 25 | 46 | 34 | 16  |
| 9.   | David Hruška    | HC Slavia Praha         | 52 | 31 | 14 | 45 | 16 | -1  |
| 10.  | Petr Kumstát    | HC Energie Karlovy Vary | 50 | 18 | 27 | 45 | 10 | 14  |

## Nejproduktivnější hráči play-off
Toto je konečné pořadí hráčů podle dosažených bodů. Za jeden vstřelený gól nebo přihrávku na gól hráč získal jeden bod.
| Poř. | Hráč             | Tým                     | Z  | G  | A  | B  | TM | +/- |
| ---- | ---------------- | ----------------------- | -- | -- | -- | -- | -- | --- |
| 1.   | Roman Červenka   | HC Slavia Praha         | 18 | 13 | 11 | 24 | 20 | 10  |
| 2.   | Jaroslav Bednář  | HC Slavia Praha         | 18 | 12 | 12 | 24 | 8  | 8   |
| 3.   | Martin Straka    | HC Lasselsberger Plzeň  | 17 | 8  | 13 | 21 | 2  | 2   |
| 4.   | Tomáš Vlasák     | HC Lasselsberger Plzeň  | 17 | 7  | 13 | 20 | 2  | 1   |
| 5.   | Pavel Vostřák    | HC Lasselsberger Plzeň  | 17 | 8  | 7  | 15 | 12 | -1  |
| 6.   | Marek Melenovský | HC Energie Karlovy Vary | 16 | 3  | 11 | 14 | 22 | 7   |
| 7.   | Michal Vondrka   | HC Slavia Praha         | 18 | 6  | 7  | 13 | 12 | 6   |
| 8.   | Petr Ton         | HC Sparta Praha         | 11 | 4  | 9  | 13 | 2  | 1   |
| 9.   | David Výborný    | HC Sparta Praha         | 11 | 8  | 4  | 12 | 4  | -2  |
| 10.  | Petr Kadlec      | HC Slavia Praha         | 18 | 1  | 11 | 12 | 18 | 7   |

## Konečná tabulka
| Pořadí           | Tým                            |
| ---------------- | ------------------------------ |
| Zlatá medaile    | HC Energie Karlovy Vary        |
| Stříbrná medaile | HC Slavia Praha                |
| Bronzová medaile | HC Sparta Praha                |
| 4.               | HC Lasselsberger Plzeň         |
| 5.               | HC Moeller Pardubice           |
| 6.               | HC Litvínov                    |
| 7.               | RI Okna Zlín                   |
| 8.               | HC Vítkovice Steel             |
| 9.               | Bílí Tygři Liberec             |
| 10.              | HC Oceláři Třinec              |
| 11.              | HC Mountfield České Budějovice |
| 12.              | HC GEUS OKNA Kladno            |
| 13.              | HC Znojemští Orli              |
| 14.              | BK Mladá Boleslav              |

| Umístění         | Mužstvo                 | Hráči |
| ---------------- | ----------------------- | --- |
| Zlatá medaile    | HC Energie Karlovy Vary | Brankáři: Lukáš Mensator, Lukáš Sáblík Obránci: František Bombic, Kamil Černý, Jakub Čutta, Michal Dobroň, Miroslav Duben, Jakub Grof, Jiří Hanzlík, Vojtěch Kloz, Petr Mudroch, Ondřej Němec, Roman Prošek, Josef Řezníček, Tomáš Schmidt Útočníci: Jakub Bauer, Vít Budínský, Rastislav Dej, Milan Hluchý, Jan Košťál, Jaroslav Kristek, Pavel Kuběna, Petr Kumstát, Marek Melenovský, Lukáš Pech, Milan Procházka, Petr Sailer, František Skladaný, Václav Skuhravý, Martin Zaťovič, David Zucker Trenéři Josef Paleček, Mikuláš Antoník, Pavel Kněžický.                                                             |
| Stříbrná medaile | HC Slavia Praha         | Brankáři: Dominik Furch, Tomáš Linhart, Stanislav Neruda, Jaroslav Suchan Obránci: Jiří Drtina, Jaroslav Hertl, Branislav Horváth, Jiří Jebavý, Petr Kadlec, Pavel Kolařík, Lukáš Martinka, Karol Sloboda, Lukáš Špelda, Jiří Vašíček, Michael Vyhlídal, Tomáš Žižka Útočníci: Jaroslav Bednář, Josef Beránek, Michal Borovanský, Miloslav Čermák, Roman Červenka, Jiří Doležal, Lukáš Endál, Miroslav Holec, David Hruška, Petr Jelínek, Milan Kraft, Vladislav Kubeš, Tomáš Micka, Martin Ondráček, Vladimír Růžička, Jakub Sklenář, Tomáš Svoboda, Marek Tomica, Michal Vondrka Trenéři Vladimír Růžička, Jiří Kalous |
| Bronzová medaile | HC Sparta Praha         | Brankáři: Tomáš Pöpperle, Petr Přikryl, Filip Novotný Obránci: Lukáš Bolf, Matěj Cunik, Marek Černošek, Michal Gulaši, Jan Hanzlík, Stanislav Hudec, Karel Pilař, Libor Procházka, Jan Šafář, Vasilij Vinogradov, Jakub Vojta, Petr Vošmik, Jiří Vykoukal Útočníci: Michal Broš, Zbyněk Hrdel, Karel Hromas, Josef Kafka, Jakub Koreis, Ondřej Kratěna, Jakub Krätzer, Jakub Langhammer, Martin Látal, Milan Mikulík, Pavel Mrňa, Tomáš Netík, Martin Podlešák, Martin Ručinský, Jan Slaba, Petr Ton, Roman Vondráček, David Výborný Trenéři František Výborný                                                           |

## Extraligová ocenění
- Hráč play-off, Cena Václava Paciny: Lukáš Mensator (HC Energie Karlovy Vary)
- Nejlepší brankář: Lukáš Mensator (HC Energie Karlovy Vary)
- Nejlepší obránce: Jiří Šlégr (HC Litvínov)
- Nejlepší střelec: David Hruška (HC Slavia Praha)
- Nejproduktivnější: Jaroslav Bednář (HC Slavia Praha)
- Hráč utkání: Jaroslav Bednář (HC Slavia Praha)
- Nejslušnější hráč: Jakub Sklenář (HC Slavia Praha)
- Nejlepší nováček: Jakub Štěpánek (HC Vítkovice)
- Zlatá helma: Jiří Trvaj (HC Znojemští Orli)
- Hráč sezony: Martin Straka (HC Lasselsberger Plzeň)
- Sympaťák O2 extraligy: Martin Straka (HC Lasselsberger Plzeň)
- Nejlepší rozhodčí: Vladimír Šindler
- Nejlepší trenér: Vladimír Růžička (HC Slavia Praha)

## Rozhodčí
Při utkání 7. kola Litvínov–Plzeň se v 34. minutě sudí Radek Husička srazil s plzeňským Michalem Dvořákem. Sudí Husička byl s podezřením na zlomená žebra odvezen do mostecké nemocnice. Povinnosti Hlavního rozhodčího převzali čaroví rozhodčí Lukáš Bejček a Rudolf Tošenovjan.
Při utkání 38. kola Litvínov–Pardubice v 6. minutě neúmyslně trefil litvínovský útočník Kubinčák kotoučem hlavního arbitra Milana Mináře, který dočasně odstoupil. Během ošetřování převzali povinnosti hlavního arbitra čároví rozhodčí Milan Kis a Alexander Pavlovič. Od 16. minuty opět řídil utkání hlavní Minář, ale v 35. minutě definitivně odstoupil. Jeho povinnosti převzal čárový rozhodčí Pavlovič. Od 3. třetiny řídil utkání na čáře s Milanem Kisem narychlo povolaný Miroslav Petružálek ml.

### Hlavní
- Všichni

- Martin Fraňo
- Pavel Hodek
- Martin Homola
- René Hradil
- Jan Hribik
- Radek Husička
- Antonín Jeřábek
- Jaroslav Kubeš
- Pavel Mikula
- Milan Minář
- Vladimír Pešina
- Roman Polák
- Roman Svoboda
- Vladimír Šindler
- Robin Šír
- Tomáš Turčan
- Jaromír Vampola (do 45. kola)

### Čároví
- Všichni

- Miloš Bádal –  Roman Pouzar
- Stanislav Barvíř –  Petr Blümel
- Jaromír Bláha –  Evžen Kostka
- Jaromír Bryška –  Luboš Chytil
- Lukáš Bejček –  Jakub Kabourek
- Michal Čech –  Pavel Dřínovský
- Jan Čížek –  Radim Prchal
- Jiří Gebauer –  Vít Lederer
- Václav Guth –  Radovan Křivský
- Marek Hlavatý –  Rudolf Tošenovjan
- Milan Kis –  Alexander Pavlovič
- Martin Kreuzer –  David Polonyi
- Miroslav Lhotský –  Jiří Svoboda
- Tomáš Pešek –  David Jelínek

### Hlavní
- Jari Levonen
- Alexej Ravodin
- Jozef Kubuš
- Pehr Claesson
- Daniel Stricker

### Čároví
Do sezóny 2008/09 nenastoupil žádný mezinárodní čárový rozhodčí.